# NGC 7777
NGC 7777 je čočková galaxie v souhvězdí Pegase. Její zdánlivá jasnost je 13,4m a úhlová velikost 1,2′ × 0,8′. Je vzdálená 320 milionů světelných let, průměr má 110 000 světelných let. Galaxii objevil 25. října 1876 Édouard Stephan.